# サトー (企業)
株式会社サトー（英: SATO CORPORATION）は東京都港区に本社を置き、プリンタ、ソフトウェア、シール、ラベル、ハンドラベラーなど自動認識や販売促進の関連機器を扱う企業。バーコードラベルプリンターの国内出荷数量シェアは日本1位、世界の販売金額シェアは世界2位。
医療分野のプリンタなどハードウェアとサプライ商品を販売するサトーヘルスケア株式会社、サプライ商品を製造するサトーインプレス株式会社、工業用ゴム商品、合成樹脂、ICタグ・ラベルを製造するサトーマテリアル株式会社などを擁する。
世界27の国と地域に拠点を構え、90以上の国と地域でビジネスを展開している。

## サトーグループの主な製品
- ハンドラベラー - 値札などラベルを印字して商品貼付する機器。1962年にサトーが世界で初めて開発した[6][7]。
- バーコードプリンター - 日本市場で占有率約4割[7]。熱転写式バーコードプリンターはサトーが世界で初めて開発した[6]。
- バーコード・二次元コードスキャナ - 小売業、医療機関、テーマパークなど広く活用される。
- シール
- プリンタ用ラベル

## 社是
「あくなき創造」

## 三行提報
1976年に開始した制度。社員全員が経営に参画する意識を高めることを目的に、全社員が業務改善などに関する提案事項を3行・127文字前後で最大150文字以内にまとめ、毎日社長へ報告する。当初は社長宛で日報を提出したが、会社規模の拡大に伴い短冊に3行で記す様式となる。現在はオンラインで提出から評価、改善指示、報告まで完結する。小さな変化を繰り返し、社是「あくなき創造」の具現化に不可欠な社内制度として経営を支えている。。

## 沿革
- 1940年 - 竹材加工機の製造販売を行う佐藤式竹工機械製作所として創業。
- 1951年5月16日 - 法人化し、株式会社佐藤竹工機械製作所を設立[12]。
- 1958年 - 結束機の製造販売を開始。
- 1960年 - サトー機工株式会社に社名変更[12]。
- 1962年 - ハンドラベラーの製造販売を開始。
- 1974年 - 株式会社サトーに商号変更[12]。
- 1990年10月31日 - 株式を店頭登録。
- 1994年 - 東証二部上場。
- 1997年 - 東証一部上場。
- 2003年 - RFIDプリンターの製造販売を開始。
- 2004年 - ベトナムにハードウェア製品製造工場を建設。ポーランド、マレーシアでラベルの生産を開始。
- 2005年 - フランスのL'Etiquetage Rationnel社（現SATO FRANCE）の株式を100%取得。
- 2006年 - Checkpoint社のバーコード事業譲受（海外5社設立）。
- 2007年 - アメリカ、シンガポール、ベルギーに各地域事業統括会社を設立。
- 2009年 - 中国でラベルの生産を開始。
- 2010年 - 本社を東京都目黒区に移転、SATO AMERICAがアルゼンチンのNODOS社（現SATO ARGENTINA）を買収、シール・ラベル製品の製造及び販売を手がける株式会社三協印刷社の株式を100%取得。
- 2011年 - 持株会社化移行によりサトーホールディングス株式会社に社名変更。
- 2012年 - 台湾のプリンタメーカーARGOX社の株式を100%取得。アルゼンチンのACHERNAR社の株式を100％取得。インドに現地法人を設立。
- 2013年 - Magellan Technology社から独自性の高いRFID技術を含む事業を譲り受け、オーストラリアにSATO VICINITY PTY LTDを設立
- 2014年 - ロシアのOkil-Holding, JSCを連結子会社化
- 2015年 - ブラジルのPRAKOLAR ROTULOS AUTO-ADESIVOS S.A.を連結子会社化
- 2017年 - フィリピンに販売子会社SATO Philippines AIDC Solutions Inc.およびSATO Philippines Auto-ID SP Inc.を設立。イギリスのDataLase Ltd. を連結子会社化。台湾に販売子会社SATO TAIWAN Co., Ltd.を設立。岩手県の北上事業所内にICタグ・ラベルの生産部門を新設
- 2022年 - サトーソリューションアーキテクト株式会社（現・株式会社ストラソルアーキテクト）の全株式を株式会社シーアールイーに譲渡[13]。
- 2025年 - 株式会社サトー（2代）を吸収合併した上で、株式会社サトーに再度商号変更[14]。

## 不祥事
- 2018年（平成30年）3月26日に公正取引委員会より下請法第4条第1項第3号（下請代金の減額の禁止）の規定に違反する行為によりサトープリンティング株式会社が勧告を受けた。平成28年6月から平成30年2月までの間に下請事業者39名から総額9881万5194円の下請金額を減額していた[15]。

## テレビ番組
- 日経スペシャル カンブリア宮殿 目からウロコのつぶやき経営！ ～これが驚異の情報掌握術だ～（2010年7月26日、テレビ東京）[16]
- 知られざるガリバー ～エクセレントカンパニーファイル～（2023年4月22日、テレビ東京）

## 書籍

### 関連書籍
- 『たった三行で会社は変わる 変化と行動の経営』（著者:藤田東久夫）（2007年1月12日、ダイヤモンド社）ISBN 9784478375310